# Братство тигра і дракона
«Братство тигра і дракона» — гонконгський фільм-фентезі про бойові мистецтва 2006 року, знятий режисером Вілсоном Іпом, з бойовою хореографією від Донні Єна, який також зіграв головну роль. У фільмі також знялися Ніколас Це, Шон Юе, Донг Цзе, Лі Сяоран, Ю Кан, Чен Куан-тай та Юен Ва. Фільм заснований на однойменній маньхві. 
Боксерська груша, виготовлена для фільму, заввишки близько 8 футів (2,4 м), завширшки 5 футів (1,5 м) і вагою близько 400 фунтів, була сертифікована як найбільша у світі за версією Книги рекордів Гіннеса.

## Сюжет
Історія про двох майстрів кунг-фу, які повинні продовжити справу своїх батьків у битві зі злом. Двоє некровних брати повинні захистити світ від злих сил безсмертного, який прозвав себе Чорною Пагодою. Боротьба добра і зла! Хто ж переможе в цій битві? Цього разу зло володіє великою силою, якій протистояти можуть усього лише дві людини — два брати, Тигр і Дракон.

## Створення
Спочатку продюсерська група запропонувала Єну стати режисером фільму. Пізніше було знайдено іншого режисера та інших акторів і Єну було запропоновано стати ще одним актором у фільмі; Єн погодився на цю пропозицію. Єн також займався хореографією бойових трюків.
Шон Юе пережив приступ астми під час зйомок.

## Сприйняття
Пол Фонорофф з South China Morning Post заявив, що фільм має «поганий сценарій» і «затягнутий сюжет». В іншій статті тієї ж газети йшлося про те, що «відверто мультяшна атмосфера» призвела до того, що критики сприйняли фільм «прохолодно».